# Lista över THQ-spel
Följande är en lista över spel publicerade av THQ
| Spel                                                      | År        | Plattform |
| --------------------------------------------------------- | --------- | --- |
| The Adventures of Rocky and Bullwinkle and Friends        | 1992      | NES, Game Boy, Super NES |
| Alter Echo                                                | 2003      | PlayStation 2, Xbox |
| A Bug's Life                                              | 1998      | Game Boy Color |
| Alex Rider: Stormbreaker                                  | 2006      | Nintendo DS, Game Boy Advance |
| All Star Cheer Squad                                      | 2008      | Nintendo DS, Wii |
| Aidyn Chronicles: The First Mage                          | 2001      | Nintendo 64 |
| All Star Cheer Squad 2                                    | 2009      | Wii |
| American Girl: Julie Finds a Way                          | 2007      | Nintendo DS |
| American Girl: Julie Saves the Eagles                     | 2007      | Microsoft Windows |
| American Girl: Mia Goes for Great                         | 2008      | Microsoft Windows |
| American Girl: Kit Mystery Challenge                      | 2008      | Nintendo DS |
| American Girl: Kit - A Tree House of My Own               | 2008      | Microsoft Windows |
| Are You Smarter Than a 5th Grader?                        | 2007      | Nintendo DS, Microsoft Windows |
| Are You Smarter Than a 5th Grader? Make the Grade         | 2008      | Nintendo DS, Microsoft Windows, PlayStation 2, Wii                                                                                  |
| Are You Smarter Than a 5th Grader? Back To School         | 2010      | Nintendo DS, Wii |
| Attack of the Killer Tomatoes                             | 1992      | NES, Game Boy |
| Avatar: The Last Airbender                                | 2006      | Game Boy Advance, GameCube, Nintendo DS, Microsoft Windows, PlayStation 2, PlayStation Portable, Wii, Xbox                          |
| Avatar: The Last Airbender – The Burning Earth            | 2007      | Game Boy Advance, Nintendo, PlayStation 2, Wii, Xbox 360                                                                            |
| Baja: Edge of Control                                     | 2008      | PlayStation 3, Xbox 360 |
| Banjo-Pilot                                               | 2005      | Game Boy Advance |
| Banjo-Kazooie: Grunty's Revenge                           | 2003      | Game Boy Advance |
| Barnyard                                                  | 2006      | Game Boy Advance, GameCube, Microsoft Windows, PlayStation 2, Wii                                                                   |
| Back at the Barnyard: Slop Bucket Games                   | 2008      | Nintendo DS |
| Beat City                                                 | 2010      | Nintendo DS |
| Big Beach Sports                                          | 2008      | Wii |
| Big Mutha Truckers                                        | 2002      | Nintendo GameCube, PlayStation 2, Xbox, Windows, Game Boy Advance, Nintendo DS                                                      |
| Big Mutha Truckers 2                                      | 2005      | PlayStation 2, Xbox, Microsoft Windows                                                                                              |
| Blaze and Blade: Eternal Quest                            | 1998      | Microsoft Windows, PlayStation |
| Blue's Clues: Blue's Big Musical                          | 2001      | PlayStation |
| Bratz: The Movie                                          | 2007      | Wii |
| Bravo Air Race                                            | 1997      | PlayStation |
| Britney's Dance Beat                                      | 2002      | Game Boy Advance, PlayStation 2, Microsoft Windows                                                                                  |
| Cars                                                      | 2006      | Game Boy Advance, GameCube, Nintendo DS, PlayStation 2, PlayStation 3, PlayStation Portable, Wii, Xbox, Xbox 360                    |
| Cars Mater-National Championship                          | 2007      | Game Boy Advance, Nintendo DS, Microsoft Windows, PlayStation 2, PlayStation 3, Wii, Xbox 360                                       |
| Cars Race-O-Rama                                          | 2009      | Nintendo DS, PlayStation 2, PlayStation 3, PlayStation Portable, Wii, Xbox 360                                                      |
| Cars: Radiator Springs Adventures                         | 2006      | Microsoft Windows |
| Chop Sushi                                                | 2009      | iPhone OS |
| Company of Heroes                                         | 2006      | Microsoft Windows |
| Company of Heroes: Opposing Fronts                        | 2007      | Microsoft Windows |
| Company of Heroes: Tales of Valor                         | 2009      | Microsoft Windows |
| Conan                                                     | 2007      | PlayStation 3, Xbox 360 |
| Constantine                                               | 2005      | PlayStation 2, Xbox, Windows |
| Danny Phantom: The Ultimate Enemy                         | 2005      | Game Boy Advance |
| Danny Phantom: Urban Jungle                               | 2006      | Game Boy Advance, Nintendo DS |
| Daredevil                                                 | 2003      | Game Boy Advance |
| Darksiders                                                | 2010      | PlayStation 3, Xbox 360, Microsoft Windows                                                                                          |
| Darksiders II                                             | 2012      | PlayStation 3, Xbox 360, Microsoft Windows, Wii U                                                                                   |
| Deadly Creatures                                          | 2009      | Wii |
| de Blob                                                   | 2008      | iPhone OS, Wii |
| de Blob 2                                                 | 2011      | Xbox 360, Wii, PlayStation 3, Nintendo DS                                                                                           |
| Destroy All Humans!                                       | 2005      | PlayStation 2, Xbox, Mobile |
| Destroy All Humans! 2                                     | 2006      | PlayStation 2, Xbox |
| Destroy All Humans! Big Willy Unleashed                   | 2008      | Wii |
| Destroy All Humans! Path of the Furon                     | 2008      | PlayStation 3, Xbox 360 |
| Destruction Derby 64                                      | 2000      | Nintendo 64 |
| Dood's Big Adventure                                      | 2010      | Wii |
| Drake & Josh                                              | 2007      | Game Boy Advance |
| Drake & Josh: Talent Showdown                             | 2007      | Nintendo DS |
| Drawn to Life                                             | 2007      | Nintendo DS |
| Drawn to Life: SpongeBob SquarePants Edition              | 2008      | Nintendo DS |
| Drawn to Life: The Next Chapter                           | 2009      | Wii, Nintendo DS |
| El Tigre: The Adventures of Manny Riviera                 | 2007      | Nintendo DS, PlayStation 2 |
| everGirl                                                  | 2004      | Game Boy Advance, Microsoft Windows                                                                                                 |
| The Fairly OddParents: Breakin' da Rules                  | 2003      | Xbox, PlayStation 2, GameCube, Game Boy Advance, Microsoft Windows                                                                  |
| The Fairly OddParents: Clash with the Anti-World          | 2005      | Game Boy Advance |
| The Fairly OddParents: Enter the Cleft                    | 2002      | Game Boy Advance |
| The Fairly OddParents: Shadow Showdown                    | 2004      | Game Boy Advance, Xbox, GameCube, Microsoft Windows, PlayStation 2                                                                  |
| Finding Nemo                                              | 2003      | Microsoft Windows, PlayStation 2, GameCube, Game Boy Advance, Xbox                                                                  |
| Finding Nemo: Nemo's Underwater World of Fun              | 2003      | Macintosh, Microsoft Windows |
| Finding Nemo: The Continuing Adventure                    | 2004      | Game Boy Advance |
| Frontlines: Fuel of War                                   | 2008      | Xbox 360, Microsoft Windows |
| G-Darius                                                  | 1997      | PlayStation |
| Gallop & Ride                                             | 2008      | Wii |
| Games Explosion                                           | 2007      | Game Boy Advance |
| Ghost in the Shell                                        | 1997      | PlayStation |
| The Great Waldo Search                                    | 1992      | NES, Super NES, Mega Drive/Genesis                                                                                                  |
| Hey Arnold!: The Movie                                    | 2002      | Game Boy Advance |
| Home Alone                                                | 1991      | Super NES, Game Boy, NES |
| Home Alone 2: Lost in New York                            | 1992      | Super NES, Game Boy, NES |
| Homefront                                                 | 2011      | Windows, PlayStation 3, Xbox 360 |
| Hot Wheels Stunt Track Driver                             | 1999      | Windows, Game Boy Color |
| Hot Wheels Extreme Racing                                 | 2001      | PlayStation |
| Hot Wheels Velocity X                                     | 2002      | GameCube, PlayStation 2, Microsoft Windows, Game Boy Advance                                                                        |
| Hot Wheels World Race                                     | 2003      | PlayStation 2, GameCube, Microsoft Windows, Game Boy Advance                                                                        |
| Hot Wheels: Stunt Track Challenge                         | 2004      | PlayStation 2, Game Boy Advance, Microsoft Windows, Xbox                                                                            |
| The Incredibles                                           | 2004      | Game Boy Advance, GameCube, Mobile, Microsoft Windows, PlayStation 2, Xbox                                                          |
| The Incredibles: Rise of the Underminer                   | 2005      | Game Boy Advance, GameCube, Nintendo DS, Microsoft Windows, PlayStation 2, Xbox                                                     |
| The Incredibles: When Danger Calls                        | 2004      | Microsoft Windows |
| In the Hunt                                               | 1995      | PlayStation |
| International Rally Championship                          | 1997      | Microsoft Windows |
| It's Mr. Pants                                            | 2004      | Game Boy Advance |
| James Bond Jr                                             | 1991      | NES. SNES |
| Jeopardy!                                                 | 2010      | Wii, Nintendo DS, Wii U, Xbox 360, PS3                                                                                              |
| Jimmy Neutron: Attack of the Twonkies                     | 2004      | GameCube, Game Boy Advance, PlayStation 2, Xbox                                                                                     |
| The Adventures of Jimmy Neutron Boy Genius: Jet Fusion    | 2003      | GameCube, Game Boy Advance, PlayStation 2, Xbox                                                                                     |
| Jimmy Neutron                                             | 2001      | Game Boy Advance, GameCube, Microsoft Windows, PlayStation 2                                                                        |
| Jimmy Neutron vs. Jimmy Negatron                          | 2002      | Microsoft Windows, Game Boy Advance                                                                                                 |
| Juiced                                                    | 2005      | Microsoft Windows, PlayStation 2, Xbox                                                                                              |
| Juiced: Eliminator                                        | 2006      | PlayStation Portable |
| Juiced 2: Hot Import Nights                               | 2007      | Xbox 360, PlayStation 3, Microsoft Windows                                                                                          |
| The Last Airbender                                        | 2010      | Nintendo DS, Wii, |
| Lock's Quest                                              | 2008      | Nintendo DS |
| The Lost World: Jurassic Park                             | 1997      | Game Boy |
| Marvel Super Hero Squad                                   | 2009      | Nintendo DS, Wii, PlayStation 2, PlayStation Portable                                                                               |
| Marvel Super Hero Squad: The Infinity Gauntlet            | 2010      | Nintendo DS, Wii, PlayStation 3, Xbox 360, Nintendo 3DS                                                                             |
| Marvel Super Hero Squad: Comic Combat                     | 2011      | Wii, PlayStation 3, Xbox 360 |
| MX 2002                                                   | 2001      | Game Boy Advance, PlayStation 2, Xbox                                                                                               |
| MX Superfly                                               | 2002      | GameCube, PlayStation 2, Xbox |
| MX Unleashed                                              | 2004      | PlayStation 2, Xbox |
| MX vs. ATV Unleashed                                      | 2005      | Microsoft Windows, PlayStation 2 |
| MX vs. ATV: Untamed                                       | 2007      | Xbox 360, PlayStation 3, PlayStation 2, PlayStation Portable, Wii, Nintendo DS                                                      |
| MX vs. ATV: Reflex                                        | 2009      | Nintendo DS, PlayStation 3, PlayStation Portable, Xbox 360, Microsoft Windows                                                       |
| MX vs. ATV Alive                                          | 2011      | PlayStation 3, Xbox 360 |
| MX vs. ATV: On the Edge                                   | 2006      | PlayStation Portable |
| Monster House                                             | 2006      | Game Boy Advance, GameCube, Nintendo DS, PlayStation 2                                                                              |
| Monsters, Inc.                                            | 2001      | Game Boy Color, Game Boy Advance |
| Monsters, Inc. Scream Arena                               | 2002      | GameCube |
| Mo Hawk & Headphone Jack                                  | 1996      | Super NES |
| The Naked Brothers Band                                   | 2008      | PlayStation 2, Nintendo DS, Wii, Microsoft Windows                                                                                  |
| Neighborhood Games                                        | 2009      | Wii |
| New Legends                                               | 2002      | Xbox |
| Nexuiz                                                    | 2012      | PlayStation 3, Xbox 360, Microsoft Windows                                                                                          |
| NHRA Championship Drag Racing                             | 2005      | PlayStation 2 |
| NHRA Drag Racing: Countdown to the Championship           | 2007      | PlayStation 2, PlayStation Portable                                                                                                 |
| Nicktoons Unite!                                          | 2005      | PlayStation 2, GameCube, Game Boy Advance, Nintendo DS                                                                              |
| Nicktoons Basketball                                      | 2004      | Microsoft Windows |
| Nicktoons: Battle for Volcano Island                      | 2006      | GameCube, Nintendo DS, PlayStation 2, Game Boy Advance, Wii                                                                         |
| Nicktoons: Attack of the Toybots                          | 2007      | PlayStation 2, Wii, Nintendo DS, Game Boy Advance                                                                                   |
| Nicktoons: Globs of Doom                                  | 2008      | Wii, Nintendo DS, PlayStation 2 |
| Pass the Pigs                                             | 2008      | iPhone OS |
| Paws & Claws Dogs & Cats Best Friends                     | 2007      | Microsoft Windows, Nintendo DS |
| Paws & Claws Pet Resort                                   | 2005      | Game Boy Advance |
| Paws & Claws Pet Vet                                      | 2006      | Microsoft Windows, Nintendo DS, iPhone OS                                                                                           |
| The Penguins of Madagascar                                | 2010      | Nintendo DS |
| The Penguins of Madagascar: Dr. Blowhole Returns - Again! | 2011      | Xbox 360, Wii, PlayStation 3, Nintendo DS                                                                                           |
| Peter Pan and the Pirates                                 | 1991      | NES |
| Ping Pals                                                 | 2005      | Nintendo DS |
| PRIDE FC: Fighting Championships                          | 2003      | PlayStation 2 |
| The Punisher                                              | 2004      | PlayStation 2, Xbox, Microsoft Windows                                                                                              |
| Puss in Boots                                             | 2011      | Xbox 360, Wii, PlayStation 3, Nintendo DS                                                                                           |
| Ra.One (Endast Nordamerika)                               | 2011      | Xbox 360, Playstation 2, Playstation 3, Wii U, Nintendo DS                                                                          |
| Ratatouille                                               | 2007      | Xbox 360, Xbox, PlayStation 2, PlayStation 3, PlayStation Portable, GameCube, Wii, Game Boy Advance, Nintendo DS, Microsoft Windows |
| Ratatouille: Food Frenzy                                  | 2007      | Nintendo DS |
| Race Drivin'                                              | 1992      | Super NES |
| Red Faction                                               | 2001      | PlayStation 2, Microsoft Windows, N-Gage                                                                                            |
| Red Faction II                                            | 2002      | PlayStation 2, Xbox, GameCube, Microsoft Windows                                                                                    |
| Red Faction: Guerrilla                                    | 2009      | PlayStation 3, Xbox 360, Microsoft Windows                                                                                          |
| Red Faction: Armageddon                                   | 2011      | PlayStation 3, Xbox 360, Microsoft Windows                                                                                          |
| Redjack: Revenge of the Brethren                          | 1998      | Microsoft Windows |
| The Ren & Stimpy Show: Buckaroo$!                         | 1993      | NES, Super NES |
| The Ren & Stimpy Show: Fire Dogs                          | 1994      | Super NES |
| The Ren & Stimpy Show: Space Cadet Adventures             | 1992      | Game Boy |
| The Ren & Stimpy Show: Time Warp                          | 1994      | Super NES |
| The Ren & Stimpy Show: Veediots!                          | 1993      | Super NES, Game Boy |
| Ride! Carnival Tycoon                                     | 2007      | Microsoft Windows |
| Rugrats: All Growed Up – Older and Bolder                 | 2002      | Microsoft Windows |
| The Rugrats Movie                                         | 1998      | Game Boy, Game Boy Color |
| Rugrats in Paris: The Movie                               | 2000/2001 | PlayStation, Nintendo 64, Game Boy Color, Microsoft Windows                                                                         |
| Rugrats: Scavenger Hunt                                   | 1999      | Nintendo 64 |
| Rugrats: Search for Reptar                                | 1998      | PlayStation |
| Rugrats: Studio Tour                                      | 1999      | PlayStation |
| Rugrats: Totally Angelica                                 | 2000/2001 | Game Boy Color, PlayStation |
| Saints Row                                                | 2006      | Xbox 360 |
| Saints Row 2                                              | 2008      | PlayStation 3, Xbox 360, Microsoft Windows                                                                                          |
| Saints Row: The Third                                     | 2011      | PlayStation 3, Xbox 360, Microsoft Windows                                                                                          |
| Scooby-Doo and the Cyber Chase                            | 2001      | Game Boy Advance, PlayStation |
| Scooby-Doo! Classic Creep Capers                          | 2001      | Nintendo 64 |
| Scooby-Doo! Night of 100 Frights                          | 2002      | GameCube, PlayStation 2, Xbox |
| Scooby-Doo! Who's Watching Who?                           | 2006      | Nintendo DS, PlayStation Portable                                                                                                   |
| Shaolin                                                   | 1999      | PlayStation |
| Sinistar Unleashed                                        | 1999      | Microsoft Windows |
| The Sopranos: Road to Respect                             | 2006      | PlayStation 2 |
| Sphinx and the Cursed Mummy                               | 2003      | PlayStation 2, Xbox |
| SpongeBob's Atlantis SquarePantis                         | 2007      | Wii, PlayStation 2, Nintendo DS, Game Boy Advance                                                                                   |
| SpongeBob's Atlantis Treasures                            | 2007      | iPhone OS |
| SpongeBob SquarePants: Battle for Bikini Bottom           | 2003      | PlayStation 2, GameCube, Xbox, Game Boy Advance, Microsoft Windows                                                                  |
| SpongeBob's Boating Bash                                  | 2010      | Wii, Nintendo DS |
| SpongeBob SquarePants: Creature from the Krusty Krab      | 2006      | GameCube, PlayStation 2, Game Boy Advance, Nintendo DS, Wii                                                                         |
| SpongeBob SquarePants: Employee of the Month              | 2001      | Microsoft Windows |
| SpongeBob SquarePants: Legend of the Lost Spatula         | 2001      | Game Boy Color |
| SpongeBob SquarePants: Lights, Camera, Pants!             | 2005      | GameCube, PlayStation 2, Game Boy Advance, Xbox, Microsoft Windows                                                                  |
| SpongeBob SquarePants: Nighty Nightmare                   | 2006      | Microsoft Windows |
| SpongeBob SquarePants: Operation Krabby Patty             | 2000      | Microsoft Windows |
| SpongeBob SquarePants: Revenge of the Flying Dutchman     | 2002      | GameCube, PlayStation 2, Game Boy Advance                                                                                           |
| SpongeBob SquarePants: SuperSponge                        | 2001      | PlayStation, Game Boy Advance |
| SpongeBob SquarePants: The Yellow Avenger                 | 2005      | Nintendo DS, PlayStation Portable                                                                                                   |
| SpongeBob SquigglePants                                   | 2011      | Wii, Nintendo 3DS |
| The SpongeBob SquarePants Movie Game                      | 2004      | GameCube, Game Boy Advance, Xbox, Microsoft Windows, PlayStation 2                                                                  |
| SpongeBob's Surf & Skate Roadtrip                         | 2011      | Xbox 360, Nintendo DS |
| SpongeBob vs. The Big One: Beach Party Cook-Off           | 2009      | Nintendo DS |
| SpongeBob's Truth or Square                               | 2009      | Wii, Xbox 360, PlayStation Portable, Nintendo DS                                                                                    |
| SpongeBob SquarePants: Underpants Slam                    | 2007      | Xbox 360 (XBLA) |
| Sonic Advance                                             | 2002      | Game Boy Advance, N-Gage |
| Sonic Advance 2                                           | 2003      | Game Boy Advance |
| Sonic Advance 3                                           | 2004      | Game Boy Advance |
| Stacking                                                  | 2011      | PlayStation 3, Xbox 360, Microsoft Windows                                                                                          |
| S.T.A.L.K.E.R.: Shadow of Chernobyl                       | 2007      | Microsoft Windows |
| Summoner                                                  | 2000      | PlayStation 2, Microsoft Windows, Mac OS                                                                                            |
| Summoner 2                                                | 2002      | PlayStation 2 |
| Supreme Commander                                         | 2006      | Microsoft Windows |
| Supreme Commander: Forged Alliance                        | 2007      | Microsoft Windows |
| Swamp Thing                                               | 1992      | NES, Game Boy |
| Tak and the Power of Juju                                 | 2003      | GameCube, PlayStation 2, Game Boy Advance                                                                                           |
| Tak 2: The Staff of Dreams                                | 2004      | GameCube, PlayStation 2, Game Boy Advance, Xbox                                                                                     |
| Tak: The Great Juju Challenge                             | 2005      | Nintendo DS, Game Boy Advance, Xbox, GameCube, PlayStation 2                                                                        |
| Tak and the Guardians of Gross                            | 2008      | Wii, PlayStation 2 |
| Tak: Mojo Mistake                                         | 2008      | Nintendo DS |
| Teen Titans                                               | 2006      | PlayStation 2, GameCube, Xbox |
| Thomas the Tank Engine & Friends                          | 1993      | Super NES, Mega Drive/Genesis |
| Titan Quest                                               | 2006      | Microsoft Windows |
| Titan Quest: Immortal Throne                              | 2007      | Microsoft Windows |
| Tomb Raider                                               | 2000      | Game Boy Color |
| Toy Story 2                                               | 1999      | Game Boy Color |
| uDraw Pictionary                                          | 2010      | Wii |
| uDraw Studio                                              | 2010      | Wii |
| UFC Undisputed 2009                                       | 2009      | Xbox 360, PlayStation 3 |
| UFC Undisputed 2010                                       | 2010      | Xbox 360, PlayStation 3 |
| Unfabulous                                                | 2006      | Game Boy Advance |
| Up                                                        | 2009      | Xbox 360, PlayStation 2, PlayStation 3, PlayStation Portable, Microsoft Windows, Wii, Nintendo DS                                   |
| Vs.                                                       | 1997      | PlayStation |
| Vampire Legends: Power of Three                           | 2010      | Nintendo DS |
| Videomation                                               | 1991      | NES |
| WALL-E                                                    | 2008      | Microsoft Windows, Nintendo DS, PlayStation 2, PlayStation 3, PlayStation Portable, Wii, Xbox 360, Mac OS X                         |
| Warhammer 40,000: Dawn of War                             | 2004      | Microsoft Windows |
| Warhammer 40,000: Dawn of War: Winter Assault             | 2005      | Microsoft Windows |
| Warhammer 40,000: Dawn of War: Dark Crusade               | 2006      | Microsoft Windows |
| Warhammer 40,000: Dawn of War: Soulstorm                  | 2008      | Microsoft Windows |
| Warhammer 40,000: Squad Command                           | 2007      | Nintendo DS, PlayStation Portable                                                                                                   |
| Warhammer 40,000: Dawn of War II                          | 2009      | Microsoft Windows |
| Warhammer 40,000: Dawn of War II – Chaos Rising           | 2010      | Microsoft Windows |
| Warhammer 40,000: Dawn of War II – Retribution            | 2011      | Microsoft Windows |
| Warhammer 40,000: Space Marine                            | 2011      | Microsoft Windows, Playstation 3, Xbox 360                                                                                          |
| Wayne Gretzky Hockey                                      | 1991      | NES |
| Wayne's World                                             | 1993      | NES, Game Boy, Super NES, Mega Drive/Genesis                                                                                        |
| Wheel of Fortune                                          | 2010      | Wii, Nintendo DS, Wii U, Xbox 360, PS3                                                                                              |
| Where's Waldo?                                            | 1991      | NES |
| World of Zoo                                              | 2009      | Microsoft Windows, Nintendo DS, Wii                                                                                                 |
| Worms: Open Warfare                                       | 2006      | PSP, Nintendo DS |
| Worms: Open Warfare 2                                     | 2007      | PSP, Nintendo DS |
| WCW Nitro                                                 | 1997      | PlayStation, Nintendo 64, Microsoft Windows                                                                                         |
| WCW/nWo Revenge                                           | 1998      | Nintendo 64 |
| WCW Thunder                                               | 1998      | PlayStation |
| WCW vs. nWo: World Tour                                   | 1997      | Nintendo 64 |
| WCW vs. the World                                         | 1997      | PlayStation |
| WWE '12                                                   | 2011      | Playstation 3, Xbox 360, Wii |
| WWE '13                                                   | 2012      | Playstation 3, Xbox 360, Wii |
| WWE All Stars                                             | 2011      | PlayStation 2, PlayStation 3, PlayStation Portable, Wii, Xbox 360                                                                   |
| WWE Crush Hour                                            | 2003      | PlayStation 2, GameCube |
| WWE Day of Reckoning                                      | 2004      | GameCube |
| WWE Day of Reckoning 2                                    | 2005      | GameCube |
| WWE Legends of WrestleMania                               | 2009      | Xbox 360, PlayStation 3 |
| WWE Raw                                                   | 2002      | Xbox, Microsoft Windows, Mobile |
| WWE Raw 2                                                 | 2003      | Xbox |
| WWE SmackDown! Shut Your Mouth                            | 2002      | PlayStation 2 |
| WWE Road to WrestleMania X8                               | 2002      | Game Boy Advance |
| WWE SmackDown! Here Comes the Pain                        | 2003      | PlayStation 2 |
| WWE SmackDown! vs. Raw                                    | 2004      | PlayStation 2 |
| WWE SmackDown! vs. Raw 2006                               | 2005      | PlayStation 2, PlayStation Portable                                                                                                 |
| WWE SmackDown vs. Raw 2007                                | 2006      | PlayStation 2, PlayStation Portable, Xbox 360                                                                                       |
| WWE SmackDown vs. Raw 2008                                | 2007      | PlayStation 3, PlayStation 2, PlayStation Portable, Nintendo DS, Wii, Xbox 360, Mobile                                              |
| WWE SmackDown vs. Raw 2009                                | 2008      | DS, PlayStation 3, PlayStation 2, PlayStation Portable, Wii, Xbox 360                                                               |
| WWE SmackDown vs. Raw 2010                                | 2009      | DS, PlayStation 2, PlayStation 3, PlayStation Portable, Wii, Xbox 360                                                               |
| WWE SmackDown vs. Raw 2011                                | 2010      | PlayStation 2, PlayStation 3, PlayStation Portable, Wii, Xbox 360                                                                   |
| WWE SmackDown vs. Raw Online                              | Avbrutet  | Microsoft Windows |
| WWE WrestleMania X8                                       | 2002      | GameCube |
| WWE WrestleMania XIX                                      | 2003      | GameCube |
| WWE WrestleMania 21                                       | 2005      | Xbox |
| WWF No Mercy                                              | 2000      | Nintendo 64 |
| WWF SmackDown!                                            | 2000      | PlayStation |
| WWF Road to WrestleMania                                  | 2001      | Game Boy Advance |
| WWF SmackDown! 2: Know Your Role                          | 2000      | PlayStation |
| WWF SmackDown! Just Bring It                              | 2001      | PlayStation 2 |
| WWF WrestleMania 2000                                     | 1999      | Nintendo 64 |
| WWII: Normandy                                            | 2003      | Microsoft Windows |
| X: Beyond the Frontier                                    | 1999      | Microsoft Windows |
| X-Tension                                                 | 2000      | Microsoft Windows |
| Yager                                                     | 2003      | Microsoft Windows, Xbox |
| Zoey 101: Field Trip Fiasco                               | 2007      | Nintendo DS |
| Zoey 101                                                  | 2007      | Game Boy Advance |